# Kazimiro Koichiro Sawade
Kazimiro Koichiro Sawade (ur. 1906, zm. 9 listopada 2007) – japoński duchowny katolicki, autor licznych publikacji teologicznych. 
W czasie II wojny światowej, w latach 1941–1944 pełnił funkcję sekretarza episkopatu Japonii, a w latach 1944–1969 był kanclerzem kurii tokijskiej. Wieloletni proboszcz największej tokijskiej parafii – Azabu. W momencie śmierci był jednym z najstarszych japońskich duchownych.  